# Jaun
Jaun é uma comuna da Suíça, no Cantão Friburgo, com 686 habitantes, de acordo com o censo de 2010. Estende-se por uma área de 55,24 km², de densidade populacional de 12 hab/km². Confina com as seguintes comunas: Boltigen (BE), Val-de-Charmey, Plaffeien, Saanen (BE).
A língua oficial nesta comuna é o alemão, falado por 89,5% da população.